# Campodorus convexus
Campodorus convexus là một loài tò vò trong họ Ichneumonidae.